# Nectogale elegans
Il toporagno d'acqua del Tibet (Nectogale elegans Milne-Edwards, 1870) è un toporagno della famiglia dei Soricidi, unica specie del genere Nectogale (Milne-Edwards, 1870), diffuso in Cina e in Indocina.

## Descrizione

### Dimensioni
Toporagno di piccole dimensioni, con la lunghezza della testa e del corpo tra 90 e 115 mm, la lunghezza della coda tra 100 e 104 mm, la lunghezza del piede tra 25 e 27 e un peso fino a 45 g.

### Caratteristiche craniche e dentarie
Il cranio è straordinariamente appiattito, con una scatola cranica larga. Un paio di piccoli fori sono presenti tra il secondo e terzo incisivo superiore, gli incisivi anteriori sono allungati e sottili. Sono presenti tre denti superiori unicuspidati su ogni semi-arcata.
Sono caratterizzati dalla seguente formula dentaria:

### Aspetto
La pelliccia è soffice. Le parti dorsali sono grigio ardesia cosparse di peli più lunghi argentati, mentre le parti inferiori sono bianco-argentate talvolta con dei riflessi giallo-brunastri. Il muso è lungo ed appuntito. Gli occhi sono piccoli. Le orecchie sono ridotte, nascoste nella pelliccia e presentano una valvola antitragale che chiude il meato uditivo durante le immersioni. Le zampe sono palmate, ricoperte dorsalmente di scaglie e provviste di frange di corte setole sui lati delle dita. Le piante dei piedi sono provviste di cuscinetti carnosi discoidali. La coda è moderatamente lunga, nera e presenta una fila centrale e due laterali di corte setole biancastre.

## Biologia

### Comportamento
È una specie semi-acquatica e diurna, nuota e si immerge notevolmente bene. Costruisce le tane nei banchi di sabbia lungo le sponde dei corsi d'acqua.

### Alimentazione
Si nutre di piccoli pesci e di invertebrati acquatici.

## Distribuzione e habitat
Questa specie è diffusa nella Cina centrale e meridionale, nella parte settentrionale del Subcontinente indiano, dal Nepal orientale fino allo stato indiano dell'Arunachal Pradesh e nel Myanmar settentrionale.
Vive lungo i corsi d'acqua nelle foreste montane tra 900 e 3.300 metri di altitudine.

## Tassonomia
Sono state riconosciute 2 sottospecie:
- N.e.elegans: province cinesi dello Shaanxi, Gansu, Qinghai, Sichuan, Yunnan;
- N.e.sikhimensis (de Winton, 1899): provincia cinese dello Xizang; stati indiani del Sikkim e Arunachal Pradesh, Bhutan, Nepal, Myanmar settentrionale.

## Conservazione
La IUCN Red List, considerato il vasto areale e la popolazione presumibilmente numerosa, classifica N.elegans come specie a rischio minimo (Least Concern).